# 사랑과 추억
《사랑과 추억》(The Prince Of Tides)은 미국에서 제작된 바브라 스트라이샌드 감독의 1991년 드라마, 멜로/로맨스 영화이다. 바브라 스트라이샌드 등이 주연으로 출연하였고 앤드류 S. 카쉬 등이 제작에 참여하였다.

## 출연

### 주연
- 바브라 스트라이샌드
- 닉 놀테

### 조연
- 블리드 대너
- 케이트 넬리건
- 예로엔 크라베
- 멜린다 딜론
- 제이슨 구드

## 기타
- 원작자: 팻 콘로이
- 공동제작: 쉘돈 슈라거
- 미술: 폴 실버트
- 의상: 러스 모리
- 배역: 보니 피니건